# Maria Radziwiłł

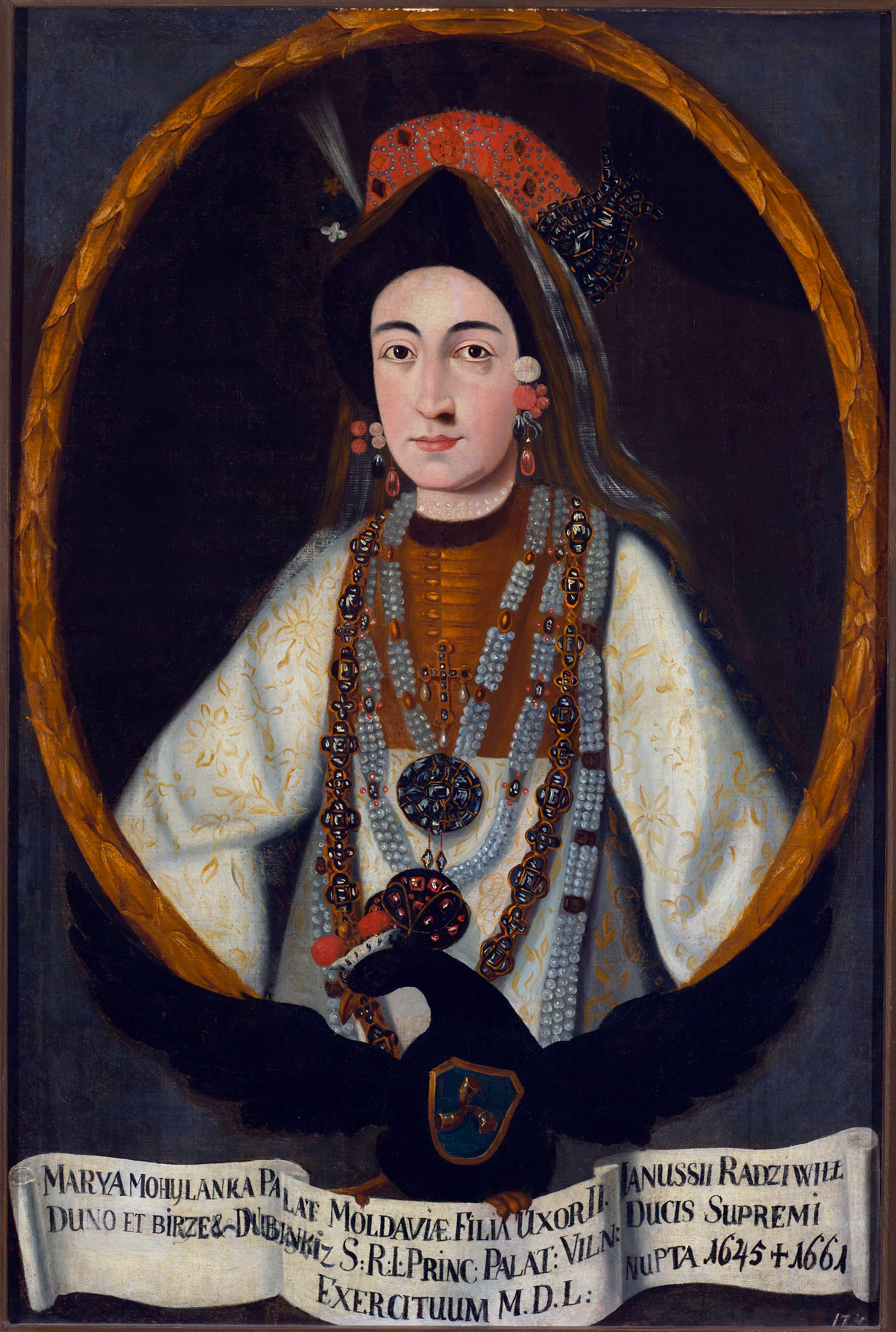
Maria Lupu-Radziwiłł, um 1733/37, nach einem zeitgenössischen Kupferstich

Maria Radziwiłł (geborene Maria Lupu; * um 1625 im Fürstentum Moldau; † 14./15. Januar 1660 in Luzk, Polen-Litauen) war eine moldauische Patronin und Ehefrau des litauischen Großhetmans Janusz Radziwiłł.

## Leben

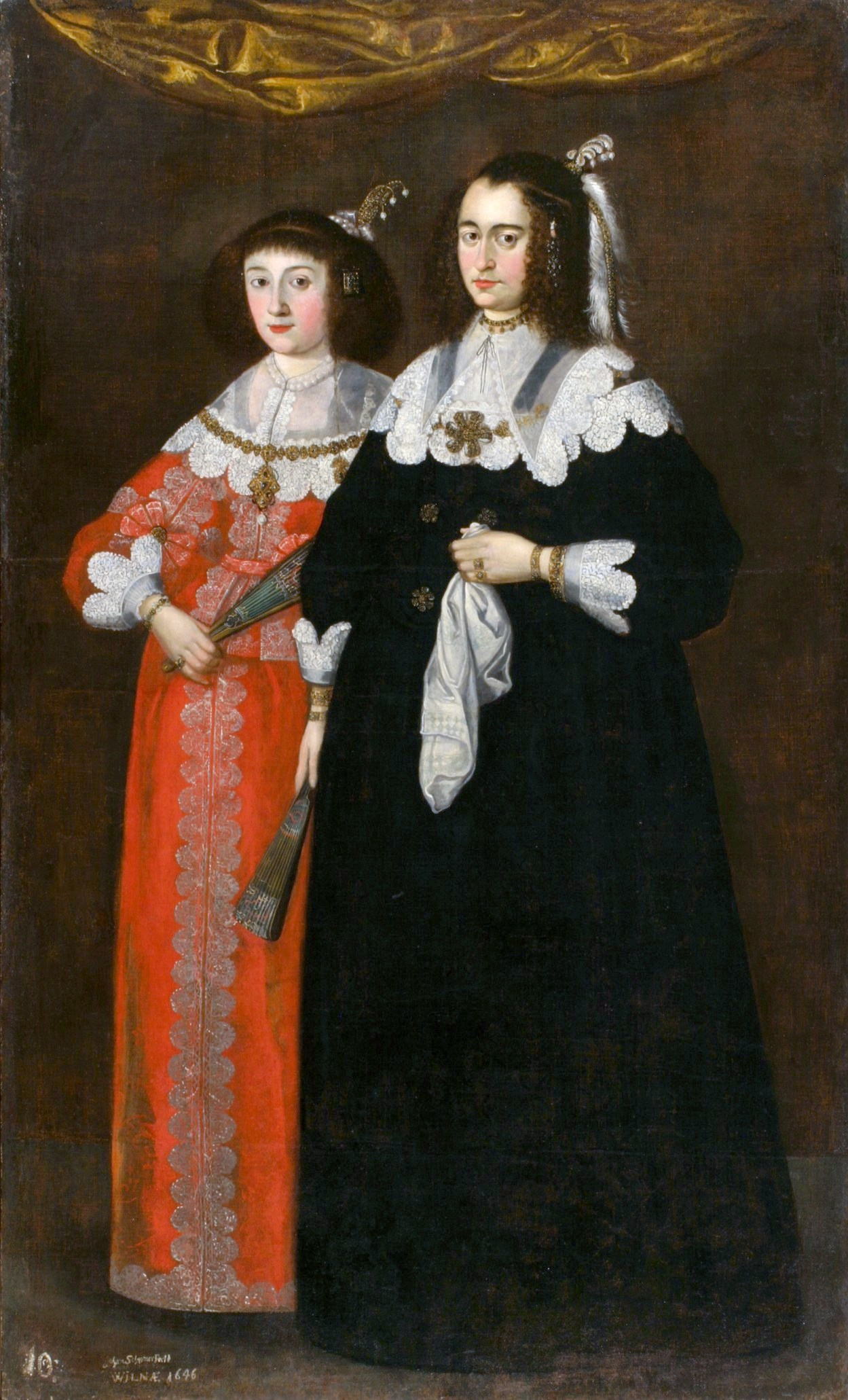
Maria Lupu mit der vorherigen Ehefrau Katarzyna Potocka, Gemälde von Johann Schretter 1646

Maria war eine Tochter des moldauischen Fürsten Vasile Lupu und von Tudosca Bucioc. Ihre Schwester Ruxandra wurde Ehefrau des Heerführers  Timofej Chmelnicki, ihr Halbbruder Ștefăniță Lupu später Fürst der Moldau. Maria erhielt eine Bildung, sie hatte danach Kenntnisse der griechischen und der lateinischen Sprache, und erlernte später auch die polnische.
Sie heiratete 1645 den Großkämmerer des Großfürstentums Litauen Janusz Radziwiłł nach dem Tod von dessen erster Ehefrau Katarzyna. Diese Ehe sollte das politische Bündnis zwischen dem Fürstentum Moldau und Polen-Litauen stärken. Die pompöse Zeremonie in der Kathedrale in Jassy (Iași) leitete der Kiewer Metropolit Petro Mohyla. Die Braut wurde in zeitgenössischen Berichten wegen ihrer Schönheit und dem prachtvollen Schmuck gerühmt.
Maria brachte vom Vater eine Mitgift in die Ehe mit, von ihrem Ehemann erhielt sie dazu 45.000 Złoty, sowie Diamanten, Gold und Silber im Wert von 15.000 Złoty, und einigen Landbesitz, vom polnischen König Władysław IV. weiteres Land.
Die Hochzeitsreise führte die beiden nach Italien.
1652 gründete der protestantische Ehemann ein kleines orthodoxes Kloster in seinem Sitz in Kedyny (Kėdainiai), Marias Vater steuerte Schenkungen für das Inventar dazu, Maria gab auch etwas.
Nach dem Tod von Janusz Radziwiłl 1655 führte Maria einen langen und teilweise erfolglosen Rechtsstreit um einen Teil von dessen Erbe.
Maria Radziwiłł unterstützte orthodoxe Kirchen in Polen-Litauen und dem Fürstentum Moldau. In ihrem Testament von November 1659 vermachte sie dem Heilig-Geist-Kloster in Vilnius 200.000 Złoty, 13 weiteren Klöstern, 7 Kirchen, sowie Hospitälern und einer Schule  471.000 Złoty. Sie wurde im orthodoxen Dreifaltigkeitskloster in Sluzk beigesetzt. Über ihr weiteres Erbe gab es ebenfalls Streitigkeiten.
Maria (Lupu) Radziwiłł wurde öfter porträtiert. Davon sind mindestens acht Gemälde und Stiche erhalten.
1917 wurde ihr Zinksarg aus dem Dreifaltigkeitskloster in Luzk entfernt.
Seit 2018 gibt es einen Maria Lupu-Radvilienė Essay Contest in Kėdainiai, wo sie lange gelebt hatte, veranstaltet von der rumänischen Botschaft in Litauen.